# Нижняя Ослянка
Нижняя Ослянка — старинная уральская деревня в Свердловской области России. Входит в городской округ город Нижний Тагил.

## География
Деревня Нижняя Ослянка расположена в глухой лесистой местности на обоих берегах реки Чусовая возле устья правого её притока реки Ослянка. Деревня находится к северо-западу от Екатеринбурга и в 69 км к западу от Нижнего Тагила (по дороге 77 км) возле границы с Пермским краем. В 2 км выше устья Ослянки по течению реки Чусовой находится село Верхняя Ослянка, с которым деревня связана бродом.
Нижняя Ослянка является самым западным населённым пунктом административно-территориальной единицы город Нижний Тагил, городского округа Нижний Тагил и Горнозаводского управленческого округа.

## История
Деревня была основана во второй половине XVIII века при строительстве пристани в селе Верхняя Ослянка для сплава продукции Гороблагодатского завода по реке Чусовой.
По сообщениям прессы, с 2007 года деревня живёт без электричества.
С 2020 года электричество восстановлено.

## Население
| 2002 | 2010 |
| ---- | ---- |
| 8    | ↘5   |

Ссылаясь на слова местных жителей, пресса пишет, что летом в деревне проживает около ста человек, в основном, приезжие из Нижнего Тагила.